# ちゅるのうた
『ちゅるのうた』は、2011年7月13日にポニーキャニオンから発売されたのつるの剛士のミニアルバム。今作でアルバムとしては4枚目となるが、ミニアルバムとしては1作目となる。『親子で楽しめる』コンセプトにしており、アニメのテーマソングや童謡などが収録されている。

## 収録曲

### CD
1. みんなともだち
作詞・作曲：中川ひろたか、編曲:井出泰彰
2. ジャンケントレイン
作詞・作曲：にしのやや、編曲：上杉洋史
CGアニメ「チャギントン」（フジテレビ系）のエンディングテーマ。
3. ポケモン言えるかな?BW
作詞：戸田昭吾、作曲・編曲：たなかひろかず
TVアニメ「ポケットモンスター ベストウイッシュ」（テレビ東京系）のエンディングテーマ。
4. ケンカのあとは
作詞：荒木とよひさ、作曲：三木たかし、編曲:井出泰彰
5. にじ
作詞：新沢としひこ、作曲：中川ひろたか、編曲：斎藤ネコ
6. そばにいるよ
作詞：つるの剛士、作曲・編曲：中川ひろたか

### DVD
1. にじ（プロモーションビデオ）
2. ジャンケントレイン（振り付け映像）
3. ポケモン言えるかな?BW『ポケットモンスター ベストウイッシュ』エンディングムービー（90秒バージョン）
4. 「ちゅるのうた」メイキング映像